# 阿斯巴甜
阿斯巴甜（英語：Aspartame、縮寫APM）又稱阿司帕坦或代糖（E編號：E951），是一种非碳水化合物类的人造甜味剂。阿斯巴甜1965年成功合成并申请专利，1992年专利到期。常温下为白色结晶性的粉末。因阿斯巴甜甜度高，甜味纯正，不致龋齿，热量低，吸湿性低，没有发黏现象，主要添加于饮料、维他命含片或口香糖代替糖的使用。许多糖尿病患者、减肥人士都以阿斯巴甜做为糖的代用品。但高温会使其分解而失去甜味，所以不适合用于烹煮和热饮。
当美国食品药品监督管理局（FDA）于1974年批准阿斯巴甜为食品添加剂后，出现了一些争议和流言，美国国会曾对此召开听证会。一份2007年的医疗审查结论是：“现有的科学证据顯示，在目前的摄食標準下，阿斯巴甜为一个非营养性添加甜味剂是安全的。然而，由于其分解产物包括苯丙氨酸，因此患遗传性疾病的人，如苯丙酮尿症（Phenylketonuria，PKU）患者必须避免摄入阿斯巴甜。中国大陆的食品配料表中若含有阿斯巴甜，也会于其后标注“含苯丙氨酸”。

## 发现
阿斯巴甜为詹姆斯·M·施拉特于1965年发现。这名化学家在G.D.希尔勒公司工作。在合成製作抑制溃疡药物时，他无意间舔到手指，发现到阿斯巴甜具有甜味。由于阿斯巴甜比一般的糖甜约200倍，又比一般蔗糖含更少的热量；一克的阿斯巴甜约有4卡路里的热量。使人感到到甜味所需的阿斯巴甜量非常少，以致于可忽略其所含的热量，因此也被广泛地作为蔗糖的代替品。阿斯巴甜的味道和一般蔗糖的味道有所不同。阿斯巴甜的甜味与糖相比较，可延缓及持续较长的时间，但有些消费者觉得不能接受，因此某些消费者并不喜爱使用代糖。若将乙酰磺胺酸钾与阿斯巴甜混合，所产生的口感可能会更像糖。

## 化学性质

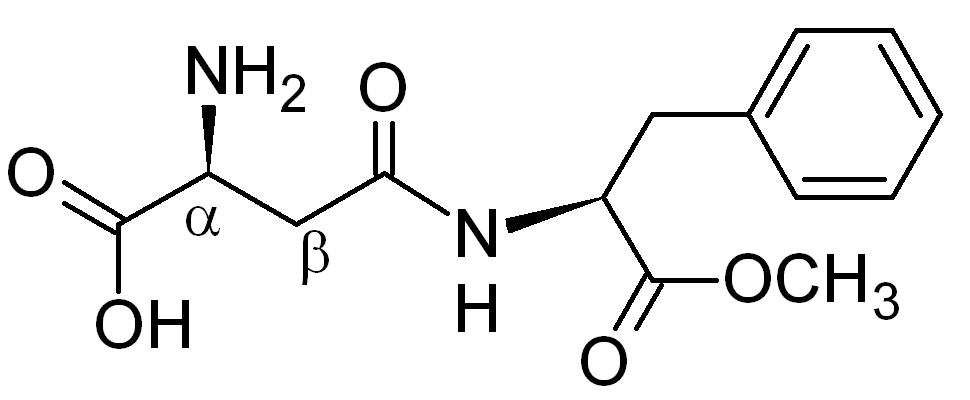
β-阿斯巴甜结构

阿斯巴甜化学名天門冬胺酰苯丙氨酸甲酯，是天然氨基酸，L-天门冬氨酸和L-苯丙氨酸二肽的甲基酯。在强酸或碱性条件，阿斯巴甜通过水解产生甲醇。在更严格的条件下，肽键也会水解，产生的游离氨基酸。
阿斯巴甜在高温或碱性条件下会水解，因此不适合用于高温烘焙的食品。不过可藉由与脂肪或麦芽糊精化合提高耐热度。阿斯巴甜在水中的稳定性主要由pH值决定。在室温下，当pH值为4.3时最为稳定，半衰期约为300天。当pH值为7的环境下，其半衰期则仅有数天。然而大部分饮料的pH值都介于3至5间，所以添加在饮料中的阿斯巴甜均很稳定。但当需要较长保存期限时，像是自动饮料机的糖浆，阿斯巴甜会和其他较为稳定的甜味剂混合使用，例如糖精或乳糖。用于粉状冲泡饮料时，阿斯巴甜的氨基会和某些香料化合物上的醛基进行美拉德反应，导致同时失去甜味和香味。可以缩醛来保护醛基避免此状况发生。

## 合成方法
阿斯巴甜可由L-苯丙氨酸先与甲醇酯化后再和L-天冬氨酸缩合酰胺化产生。一些合成方法合成受专利保护方面，很多细节是保密的 。
有两种合成方法用于商业用途。
- 两个羧基的天冬氨酸加入一个酸酐，被氨基保护的化合物，将防止进一步的反应。这样，苯丙氨酸被甲基化，并结合与“N”-保护的天冬氨酸酐，通过酸水解从天冬氨酸除去封闭基团。这种技术的缺点是产生副产品-苦味的β-型（当天门冬氨酸的链接错误形成羧基苯丙氨酸）。使用thermoproteolyticus酶催化将提高产率。该方法中，还没有被用于商业用途。使用未改性的天门冬氨酸，但产量低。
- 其次是甲基化方法，直接生产天冬氨酰苯丙氨酸。但不用于工业生产。[10]

## 使用

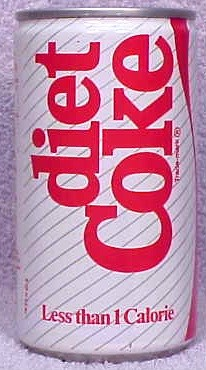
阿斯巴甜可乐（健怡可乐），热量小于一卡路里

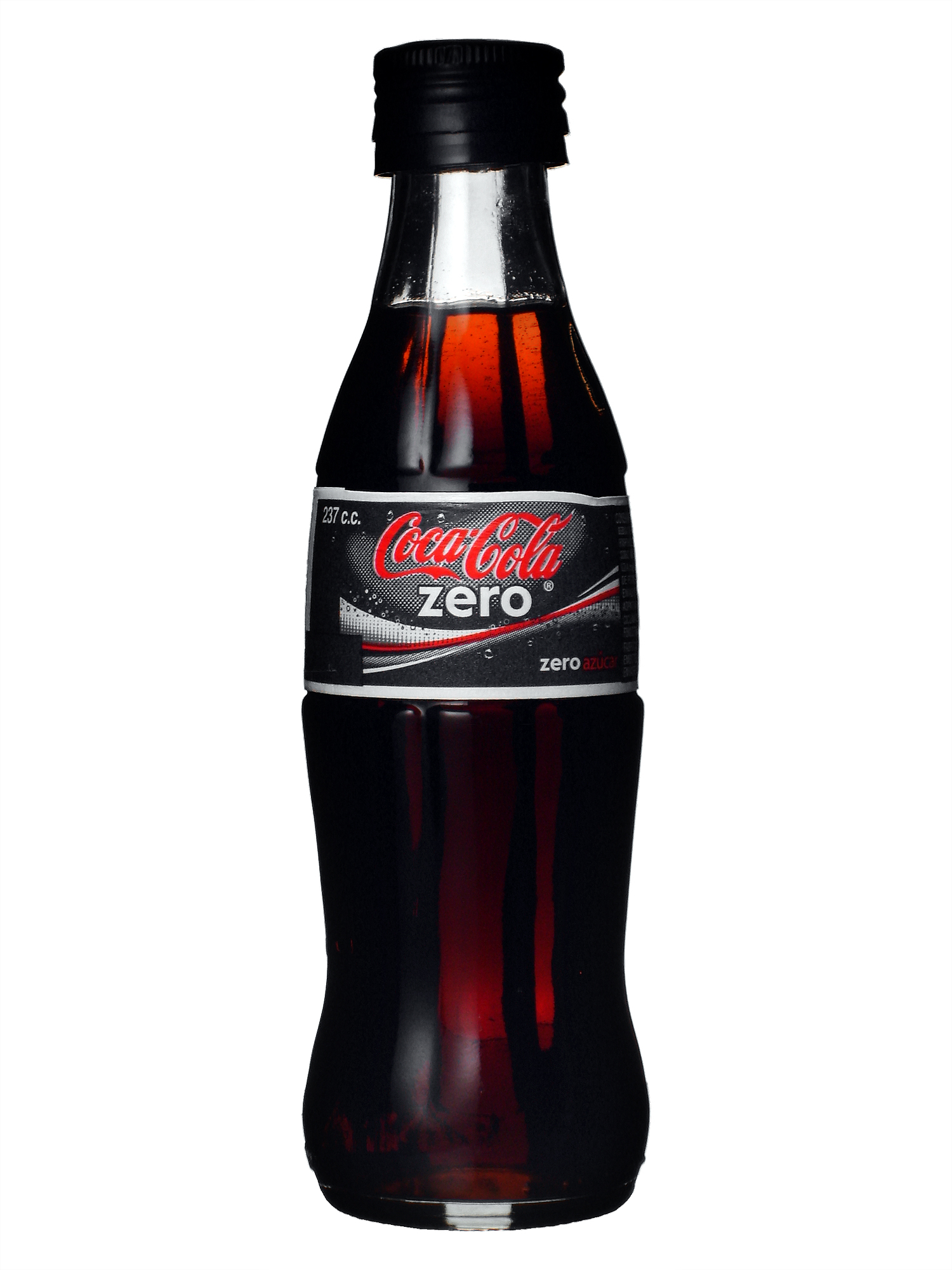
零系可口可乐

世界上有超过90个国家批准使用阿斯巴甜作为食品添加剂。美国食品药物管理局称是安全的甜味添加剂。阿斯巴甜的使用在早期引起社会广泛争议。有些研究发现不能排除阿斯巴甜引发脑瘤、脑损伤以及淋巴癌等严重后果的可能性。美国食品药物管理局也因此并未通过加入阿斯巴甜于食品中达数年之久。这些发现与製造阿斯巴甜的企业有明显的利益冲突，在审批认证过程中引起很大争议。1983年起美国食品药物管理局逐渐放宽阿斯巴甜的使用限制，直至1996年取消所有限制。
日本从1983年通过阿斯巴甜可作为食品添加物。由于化学结构中包含胺基酸中的苯丙胺酸，苯酮尿症患者无法代谢此胺基酸，对于此疾病患者就必须避免接触阿斯巴甜。
阿斯巴甜每年销售额多达十亿美元，几千件产品採用，包括儿童服食的维他命、钙片。美国可口可乐公司的健怡可乐和新上市的零系可口可乐都是採用阿斯巴甜作甜料，更有部分饭店有提供阿斯巴甜供客人选用。

## 争议

### 安全性
自1974年美国食品药品监督管理局（FDA）批准阿斯巴甜使用以来，该甜味剂一直饱受争议，网络上流传各种流言和阴谋论，更有人声称阿斯巴甜的安全调查因利益关系而有悖原则。1987年，美国审计总署裁定阿斯巴甜的安全审批流程符合规定。即使如此，仍有不少人声称阿斯巴甜对健康有不良影响。
东北俄亥俄医学院的心理医生拉尔夫·沃顿（Ralph Walton）于1996年发布一项独立调查称工业资助的研究显示阿斯巴甜无健康风险，而92项独立研究中的84项显示其有健康风险。这项研究递交给60分钟栏目并在网络上引起广泛关注。然而分析发现，拉尔夫·沃顿忽略了至少50份经过同行评议的安全调查报告，而他声称的“独立研究”实际上是寄给编者的来信、案例报道、综述文章、书籍章节而非公开发表的论文。而由味之素（阿斯巴甜主要生产、供货商）资助的阿斯巴甜信息服务机构反驳道，沃顿引用的批评阿斯巴甜的出版物中大多数都没有涉及到阿斯巴甜或者没有得出负面结论，有些没有经过同行评议，有些则是小道消息或复制品。
1974年，FDA准许在一些茶或咖啡等饮料用糖、麦片和口香糖等食物中使用阿斯巴甜作为甜味剂。1975年，FDA组织的特别调查组重新审查了G.D. Searle公司之前提交的实验，怀疑其实验结果是“被操纵”。经调查后，1977年，FDA要求美国律师办公室对G.D.Searle提出起诉，诉因是“G.D.Searle在阿斯帕坦的安全性实验中有意地误传所发现的事实，隐瞒实质性事实并做虚假陈述”不久，G.D.Searle聘请美国国防部长Donald Rumsfeld为CEO，其后两次因主控官被代表G.D.Searle的律师事务所聘请了，而拖延审讯。从而造成这一指控的诉讼时效期满，而被迫终止起诉。
之后，FDA一直拒绝批准使用阿斯巴甜作为代糖。直到总统上任后，他解僱不批准的FDA委员，并建立调查小组去决定是否准许使用，并委任Donald Rumsfeld的朋友Arthur Hull Hayes医生为FDA陪长。在调查小组成立的不久，就批准阿斯巴甜使用在碳酸饮料上。其实当时有许多委员反对，但Hayes医生否决他自己的调查小组的决定，批准使用阿斯巴甜。1983年7月1日，国家软性饮料协会（NSDA）起草一个反对提案，表示Searle公司并未提供阿斯巴甜在碳酸饮料中的降解产物之安全性证据。在此疑云下，Hayes医生于1983年9月辞职，并转到G.D.Searle公司的公关机构任职。而阿斯巴甜正是由G.D.Searle公司发明，至少拥有70个阿斯巴甜的生产专利。

##### FDA后来的立场
FDA把阿斯巴甜描述为“研究最彻底的食品添加剂之一”，其安全性“毋庸置疑”。有一些通过电子邮件传播的网络流言宣传说阿斯巴甜可能引起多种疾病，然而美国疾病控制与预防中心的调查显示并没有流行病学证据可以验证阿斯巴甜能引起重大伤害或严重风险。
WHO列入第2級致癌物
2023年7月14日，世界衛生組織旗下國際癌症研究署將阿斯巴甜列為「2B級可能致癌物」。聯合國糧農組織與世界衛生組織旗下食品添加物聯合專家委員會（Joint FAO/WHO Expert Committee on Food Additives , JECFA）建議，每日的阿斯巴甜攝取量為「40毫克／公斤」，以體重70公斤的人為例，每日的總攝取量不可超過2,800毫克，一罐355克的零卡可樂約含有180毫克的阿斯巴甜。对于一个体重75公斤的成年男性而言需要饮用大约21罐（7.3升）无糖可乐才能达到FDA规定的50毫克每千克体重的摄入上限。

### 代谢
阿斯巴甜在体内迅速代谢为天門冬氨酸、苯丙氨酸和甲醇。即使大量摄入阿斯巴甜（200毫克每千克体重），在血液内也不能检测到阿斯巴甜。
由阿斯巴甜提供的天冬氨酸仅占人体每日所摄入量的1-2%。虽然天冬氨酸和一些氨基酸（如谷氨酸）联合作用可能对神经细胞造成损伤，但研究表明阿斯巴甜并无神经毒性，而通过阿斯巴甜摄入的天冬氨酸无法达到足够产生毒性的剂量。
甲醇在体内代谢为甲醛，进而氧化为甲酸，以甲酸形态在体内停留时间最长，因此被认为是甲醇毒性的作用机理。但由阿斯巴甜提供的甲醇不会引起严重健康问题。首先，阿斯巴甜提供的甲醇少于果汁和柑橘类水果，而啤酒等发酵类饮品中甲醇含量更高。然后，阿斯巴甜产生的甲醛量远远小于人体正常饮食产生的甲醛量，哪怕以最大剂量摄入阿斯巴甜，在血液中甲醛和甲酸浓度并无明显升高。

### 癌症
目前許多食品皆會添加蔗糖來增加甜味，但若添加過量或攝取過量，不利於飲食控制，因此常利用生化合成的人工甜味劑代替蔗糖添加至食品中，該些物質比蔗糖有更高甜度但更低熱量。然有動物實驗中發現阿斯巴甜即使在低於每日允許攝入量的情況下，仍會增加多種癌症的發生(Soffritti et al., 2006)，以及在產前暴露阿斯巴甜會增加後代罹患癌症的風險(Landrigan & Straif, 2021)，但在人類大型前瞻性研究中，並沒有發現阿斯巴甜與造血性癌症及腦瘤的關聯性(Lim et al., 2006)。
审查发现阿斯巴甜和癌症之间没有关联。这些审查是在众多的动物致癌性研究，人类流行病学研究以及在体外基因毒性研究。这些研究都没有发现显著的证据表明，阿斯巴甜会导致动物的癌症，损坏的基因组，或在目前使用的剂量下导致人类癌症。这个立场是由像美国粮食与药物管理局和欧洲食品安全局的多个监管机构，以及科研机构如美国国家癌症研究所加以支持。
关注到阿斯巴甜可能致癌的特性，是由约翰·奥尔尼最先在1970年代在主流媒体提出和推广的。又在1996年建议阿斯巴甜可能与脑肿瘤有关。审查发现，这些顾虑存在一些缺陷，因为依赖的生态谬误并导致肿瘤的所谓机制，是不太可能实际上会导致癌症。如粮食与药物管理局和美国国家癌症研究所的独立机构，重新分析了基于这些担忧的多项研究，发现阿斯巴甜和脑癌之间没有关联。
对围绕阿斯巴甜争议讨论的文章中，欧洲拉马齐尼基金会的切萨雷癌症研究中心公佈的几项研究，它声称，阿斯巴甜会在囓齿类动物中增加一些恶性肿瘤，认为阿斯巴甜在正常饮食剂量中是潜在致癌物。欧洲食品安全局和美国食品药品管理局认为，由于研究缺乏透明度和在研究中有许多缺陷，不相信它的研究成果。发现没有理由修改他们以前建立的，每日允许阿斯巴甜的摄入量。
阿斯巴甜在動物和人體研究中發現，可能造成細胞功能失調，進而導致系統性發炎反應(Choudhary & Pretorius, 2017)。
2023年7月14日，世界卫生组织发布阿斯巴甜评估报告。报告称，国际癌症研究机构（IARC）援引对人类致癌性的“有限证据”，将阿斯巴甜归类为可能对人类致癌（IARC 2B组），粮食及农业组织食品添加剂联合专家委员会（JECFA）则重申了40毫克/千克体重的可接受每日摄入量。

### 神经及精神症状
在網路上和消费者杂志有许多指控，声称阿斯巴甜的神经毒性作用，导致神经或精神症状，如抽搐，头痛，情绪改变。回顾阿斯巴甜的生物化学，没有发现任何证据表明，食用剂量会导致神经毒性作用。 全面审查后也没有发现任何证据，认为阿斯巴甜是这些症状的起因。有一个审查确实提供了神经毒性的生化理论背景，并建议进行进一步的测试。然而，欧洲食品安全局的专家小组指出，本次审查的结论部分基于网络资源，因此并不科学。这些专家也同意一种判断，即在严格审查中，作了明显的科学错误，导致未经证实的和误导性的解释。
儿科文献综述，没有出现任何为安全担忧的显着发现，对于神经精神疾病如恐慌，情绪变化，幻觉或多动症以及癫痫发作。結論就是應該不會對精神疾病有明顯甚至沒有影響。
然另有研究指出，過量攝取阿斯巴甜可能引發精神障礙、學習障礙和影響情緒功能(Humphries et al., 2008)。

### 头痛
头痛是消费者最常抱怨的症状。而一个小的审查指出，阿斯巴甜有可能是许多触发偏头痛的饮食之一，在一个列表中，其中包括“奶酪，巧克力，柑橘类水果，热狗，味精，阿斯巴甜，高脂肪食品，冰淇淋，咖啡因戒断和酒精饮料，尤其是红酒和啤酒，”其他评论注意到有关头痛相互冲突的研究，还缺乏任何证据和引用来支持这种说法。

### 体重变化和飢饿
由于阿斯巴甜的提供热量是可以忽略的，它已被用作通过其作为糖代用品角色，做为减轻体重的手段。评价发现阿斯巴甜在减轻体重上，有助于作为一个多学科的减肥计划的一部分。
就其本身，阿斯巴甜不被医学文献知会，会导致体重增加或体重减轻。
虽然研究人员理论认为阿斯巴甜有助于飢饿或增加食慾的心理，广泛审查和监管机构得出结论，阿斯巴甜对食慾无明显影响。

### 强制标示警语
中华民国依1988年6月2日卫署食字第731556號，添加阿斯巴甜之食品（包括代糖锭剂及粉末）应以中文显着标示「苯酮尿症患者（Phenylketonur- ics）不宜使用」或同等意義之字样。

### 二型糖尿病
美国糖尿病学会期刊《Diabetes Care》于2023年9月上发表的一项研究表示，阿斯巴甜、安赛蜜和三氯蔗糖与2型糖尿病的发生风险呈正相关。

### 动脉粥样硬化
《Cell Metabolism》杂志于2025年2月发表的一篇论文表示，小鼠与猴子在摄入阿斯巴甜后会造成血管中的胰岛素水平过高，从而引发血管内皮细胞的炎症反应，导致动脉粥样硬化的发生，提升了心血管疾病的发生风险。

## 替代产品
5-硝基-2-丙氧基苯胺（5-Nitro-2-propoxyaniline），糖精（Saccharin），蔗糖素（sucralose），甜菊糖（stevia）等。